# Cormoran Strike
Cormoran Strike è un personaggio immaginario, protagonista dei romanzi Il richiamo del cuculo, Il baco da seta, La via del male, Bianco letale, Sangue inquieto, Un cuore nero inchiostro e Sepolcro in agguato, scritti da Robert Galbraith, pseudonimo di J. K. Rowling.

## Descrizione
Cormoran Strike è un ex-militare di stazza robusta, molto alto, dai folti e ispidi capelli neri e il naso storto a seguito di varie rotture.
Privo dello stinco della gamba destra, amputata in seguito all'esplosione di una mina antiuomo, il detective indossa una protesi che gli consente di muoversi più o meno agevolmente.
Strike è un uomo disincantato e tendenzialmente burbero, poco incline alla tenerezza; è tuttavia dotato di una grande empatia nei confronti del prossimo; in genere è diretto, spontaneo e conciso. Strike è inoltre dotato di una discreta cultura (conosce bene il latino) e talvolta sfoggia una notevole ironia. Accanito fumatore, ha un formidabile appetito e, pur vestendo in maniera apparentemente trasandata, ha la tendenza a tenere tutto in ordine. È tifoso accanito dell'Arsenal.

## Storia
Cormoran Blue Strike è nato il 23 novembre 1974 dalla rockstar John Rokeby e dalla groupie Leda Strike. In quanto figlio illegittimo, non ha frequentato il padre o i fratellastri durante l'infanzia, passata fra Londra e Saint Mawes, in Cornovaglia, dove ha vissuto affidato agli zii Ted e Joan mentre la madre Leda girava il mondo. Da una delle unioni di Leda con un altro musicista è nata Lucy, sua sorellastra di due anni più giovane, sposata con Greg e madre di tre bambini, di cui uno Jack, è particolarmente affezionato allo zio Cormoran. Dopo il liceo Cormoran Strike studia all'Università di Oxford, senza laurearsi. Qui conosce Charlotte Campbell, donna bellissima ma capricciosa e affetta da  turbe psichiche, con la quale avrà un'intensa ma burrascosa relazione che durerà sedici anni.
All'età di vent'anni perde la madre Leda Strike, morta per un'overdose di eroina, probabilmente causata dal compagno di lei, Jeff Whittaker, che però viene assolto. Questo avvenimento lo porta a decidere di non proseguire gli studi, ma di entrare nell'esercito inglese, dove viene assegnato alla squadra investigativa. Durante una missione in Afghanistan perde la gamba destra in un'esplosione.
Congedato dall'esercito e trascorso il periodo di convalescenza, si riappacifica per l'ennesima volta con Charlotte e apre un'agenzia investigativa, che inizialmente riscuote poco successo.
Parallelamente la sua compagna riprende a tradirlo con il suo amante storico, il nobile Jago Ross; una presunta gravidanza e il successivo aborto, poi rivelatisi falsi, causeranno la rottura definitiva tra i due. Per un certo periodo Cormoran vivrà nel suo ufficio, con pochissime risorse. Nello stesso periodo conosce Robin Ellacott, che da segretaria inviatagli da un'agenzia per impiego temporaneo diventerà sua socia.
Dopo aver brillantemente risolto il caso di Lula Landry, gli affari di Cormoran avranno un'impennata e lui sarà in grado di prendere in affitto l'appartamento sopra il suo ufficio. Intanto Charlotte annuncerà il matrimonio con Jago Ross, continuando a tormentare Strike via telefono. Grazie all'aiuto di Robin risolverà anche il caso di Owen Quine, quello dello Squartatore di Shacklewell e quello dell'omicidio di Jasper Chiswell: grazie ai proventi e alla fama comportati da questi successi, l'agenzia investigativa otterrà molto lavoro, e i due colleghi potranno permettersi di assumere una segretaria e altri collaboratori.
Tra 2013 e 2014 a Strike viene proposta l'indagine su un cold case, la scomparsa di Margot Bamborough avvenuta quarant'anni prima. Nel corso di questa intricata indagine, la zia di Cormoran, Joan, muore di cancro, mentre Charlotte (che nel frattempo ha avuto due gemelli dal marito) tenta il suicidio e viene salvata proprio da lui. Intanto la vita di Strike e quella di Robin si intrecciano sempre più; nel 2015, mentre indaga sul caso legato al cartone animato Un cuore nero inchiostro, Strike si accorge di essere innamorato della sua socia, ma una serie di incomprensioni impedisce loro di intraprendere una relazione; al termine dell'indagine, Strike rinomina l'agenzia investigativa Ellacott & Strike, ma la ragazza inizia a uscire con un agente di polizia, Ryan Murphy.
Nel 2016, mentre Robin è impegnata in una pericolosa missione sotto copertura nel quartier generale della setta Universal Humanitarian Church, Strike riceve la notizia della morte di Charlotte; al termine di questa indagine, Strike per la prima volta ammette di essere innamorato di Robin.

## In altri media
Nella serie televisiva Strike, ispirata ai romanzi, in onda dal 2017 sulla BBC One, Strike è interpretato da Tom Burke.